# Активно въображение
Активно въображение е концепция развита от Карл Юнг между 1913 и 1916 г. Това е техника на медитация, където нечии емоции се превеждат в образи, разкази или се въплъщават като отделни същности. Може да служи за мост между съзнаваната ни същност и несъзнаваната и включва работа със сънища и творческа същност чрез въображението и фантазията. Активното въображение е свързано с алхимията в това, че и двете се стремят да постигнат единство от набор от разпокъсани части.

## По-нататъшно четене
- Hannah, Barbara. Encounters with the Soul: Active Imagination as Developed by C.G. Jung. Santa Monica: Sigo, 1981.
- Johnson, Robert A. Inner Work (1986) Harper & Row
- Jung, Carl. Jung on Active Imagination (1997) Princeton U. ISBN 0-691-01576-7
- Jung, Carl. Memories, Dreams, Reflections (1961) Random House ISBN 0-87773-554-9